# Gregorio (software)
Gregorio è un programma per scrivere o modificare spartiti musicali gregoriani in notazione quadrata. È pubblicato come software libero con licenza GPL. Consiste di tre parti: un pacchetto di LaTeX per la grafica, denominato gregoriotex, un linguaggio di markup per l'immissione, GABC, e un convertitore tra i due. Gregorio è inserito in TeX Live dal 2016.

## Caratteristiche
Gregorio è pensato appositamente per la notazione quadrata e non permette di utilizzare la notazione moderna. Come GNU LilyPond, Gregorio non possiede un'interfaccia grafica integrata per la creazione degli spartiti. Utilizza una notazione testuale della musica basata sull'insieme dei caratteri ASCII con una propria sintassi, detta GABC. Il tool gregorio compila questo file in un file GregorioTeX, che viene poi inserito in un file TeX. Si può trasformare i documenti in PDF e altri formati.

## Storia
Il progetto Gregorio è nato nel 2006 a TELECOM Bretagne, una scuola di ingegneria situata in Francia, come iniziativa studentesca della durata di sei mesi. Quando il progetto è terminato, Élie Roux ha deciso di continuare il progetto da solo e di svilupparlo sotto GNU General Public License.
All'inizio, l'obiettivo del progetto era solo quello di fornire all'Abbazia di Sainte-Madeleine du Barroux un'interfaccia grafica per l'uso di un font gregoriano. A causa di problemi di licenza, il progetto ha deciso in seguito di creare e utilizzare il proprio carattere. Alla fine del 2006, un nuovo sviluppatore, Olivier Berten, si è unito al progetto e ha creato il componente OpusTeX, un pacchetto LaTeX con un obiettivo simile a quello di Gregorio, ora in disuso e deprecato. Durante uno stage di tre mesi, a partire dall'aprile 2008, all'Abbazia di Norcia Gregorio ha compiuto notevoli progressi e la sua produzione, denominata GregorioTeX, ha iniziato a essere utilizzabile.
Negli anni seguenti Gregorio ha guadagnato stabilità e popolarità, fortemente supportato dallo spostamento a GitHub nel giugno 2014. Contribuire è stato reso più semplice, velocizzando lo sviluppo del software. Sono state implementate nuove funzionalità, come la notazione adiastematica di San Gallo attraverso Nabc. Gregorio è stato adottato da ulteriori progetti e molte abbazie, tra cui l'Abbazia di San Pietro di Solesmes.

## Esempio di partitura
Per produrre una partitura nel formato PDF è opportuno utilizzare due file separati: un file gabc e un file TeX. La notazione musicale viene eseguita nel file gabc. Il file TeX potrebbe apparire così (con il file gabc chiamato "kyrie.gabc" nella stessa directory):

### Codice sorgente
```
\documentclass
[12pt, a5paper]
{
article
}

\usepackage
{
fullpage
}

\usepackage
{
fontspec
}

\usepackage
{
libertine
}

\usepackage
[autocompile]
{
gregoriotex
}

\begin
{
document
}

\gregorioscore
{
kyrie
}

\end
{
document
}

```

Un file di gabc appare come segue:
```
name:Kyrie XVII;
%%
(c4)KY(f)ri(gfg)e(h.) *() e(ixjvIH'GhvF'E)lé(ghg')i(g)son.(f.) <i>bis</i>(::)

```

Le prime righe contengono metainformazioni come il nome del canto, la sua posizione nella messa o nella liturgia delle ore, la fonte originale o il copyright della partitura. Il testo e le note non sono separati, come nella sintassi di Lilypond, ma le note sono scritte tra parentesi subito dopo la sillaba corrispondente. Una breve sintesi della sintassi è fornita da un cheat sheet. Se sia il file TeX che il file gabc si trovano nella stessa directory, è sufficiente compilare il file tex con lualatex --shell-escape kyrie.tex.

## Reception e diffusione
Gregorio è il programma leader sulla sua area e ampiamente utilizzato. Come tale Gregorio è stato comparato in un articolo scientifico nel 2014.
Suoi utenti degni di menzione sono:
- l'Abbazia di Solesmes per le loro pubblicazioni[12]
- l'Abbazia di Norcia, per la composizione tipografica della preghiera prima del pasto[13]
- Abbazia di Praglia e Abbazia Mater Ecclesiae per il suo "Antiphonale Monasticum" secondo lo schema Fuglister B (2 volumi), completamente creato con Gregorio e LuaLaTeX[14][15]
- la CMAA (Associazione di Musica Sacra Americana) usa Gregorio per vari progetti più grandi, p.e. per i "Simple English Propers"[7], il "Parish Book of Psalms"[8] o i "Psalm-Tone Lenten Tracts"[16]

### Progetti correlati
Ci sono anche progetti che semplificano enormemente il lavoro con Gregorio:
- GregoBase, un database di partiture molto ampio che include fra l'altro una digitalizzazione quasi completa del Graduale Romanum e del Liber Usualis.[18]
- Online-Tools, come editori online[19][20] o generatori di codice di GABC[21] per salmi, letture o inni
- Colorazione della sintassi per la sintassi di gabc per vari editor (u. a. Vim, Emacs, gedit, Notepad++)[22]

Gregorio è stato incluso in un confronto tra software di notazione musicale per musica antica.